# Natação nos Jogos Pan-Americanos de 2011 - 200 m medley feminino
As competições dos 200 metros medley feminino da natação nos Jogos Pan-Americanos de 2011 foram realizadas no dia 18 de outubro no Centro Aquático Scotiabank, em Guadalajara.

## Medalhistas
| Ouro   | USA Julia Smit      |
| Prata  | JAM Alia Atkinson   |
| Bronze | BRA Joanna Maranhão |

## Recordes
Antes desta competição, os recordes mundiais e olímpicos da prova eram os seguintes:
| Tipo                             | Atleta            | Tempo   | Local          | Data                | Ref |
| -------------------------------- | ----------------- | ------- | -------------- | ------------------- | --- |
|                                  | USA Ariana Kukors | 2m06s15 | Roma           | 27 de julho de 2009 | ver |
| Recorde dos Jogos Pan-Americanos | USA Julia Smit    | 2m13s07 | Rio de Janeiro | 20 de julho de 2007 | ver |

## Resultados

### Eliminatórias
| Pos. | Bateria | Raia | Nadador               | País                     | Tempo   | Obs. |
| ---- | ------- | ---- | --------------------- | ------------------------ | ------- | ---- |
| 1    | 3       | 4    | Julia Smit            | USA Estados Unidos       | 2:15.52 | QA   |
| 2    | 3       | 5    | Alia Atkinson         | JAM Jamaica              | 2:18.04 | QA   |
| 3    | 2       | 5    | Joanna Maranhão       | BRA Brasil               | 2:19.71 | QA   |
| 4    | 1       | 5    | Hanna Pierse          | CAN Canadá               | 2:19.86 | QA   |
| 5    | 3       | 3    | Georgina Bardach      | ARG Argentina            | 2:20.57 | QA   |
| 6    | 2       | 4    | Whitney Myers         | USA Estados Unidos       | 2:20.62 | QA   |
| 7    | 1       | 3    | Daniela Victoria      | VEN Venezuela            | 2:22.04 | QA   |
| 8    | 3       | 6    | Arantxa Medina        | MEX México               | 2:23.08 | QA   |
| 9    | 1       | 4    | Paige Schultz         | CAN Canadá               | 2:23.31 | QB   |
| 10   | 3       | 2    | Julia Arino           | ARG Argentina            | 2:23.74 | QB   |
| 11   | 1       | 6    | Larissa Cieslak       | BRA Brasil               | 2:25.57 | QB   |
| 12   | 3       | 7    | Eliana Barrios        | VEN Venezuela            | 2:25.97 | QB   |
| 13   | 2       | 3    | Mckayla Lightbourn    | BAH Bahamas              | 2:26.66 | QB   |
| 14   | 1       | 7    | Ana Castellanos       | HON Honduras             | 2:28.03 | QB   |
| 15   | 2       | 6    | Barbara Caraballo     | PUR Porto Rico           | 2:28.36 | QB   |
| 16   | 1       | 2    | Zara Bailey           | JAM Jamaica              | 2:28.38 | QB   |
| 17   | 3       | 1    | María Torres          | PER Peru                 | 2:30.53 |      |
| 18   | 2       | 7    | Lisa Blackburn        | BER Bermudas             | 2:31.87 |      |
| 19   | 3       | 8    | Daniella van der Berg | ARU Aruba                | 2:32.43 |      |
| 20   | 1       | 1    | Daniela Reyes         | CHI Chile                | 2:33.37 |      |
| 21   | 2       | 1    | Lara Butler           | CAY Ilhas Cayman         | 2:34.86 |      |
|      | 2       | 2    | Alana Dillette        | BAH Bahamas              |         | DNS  |
|      | 2       | 8    | Laura Rodríguez       | DOM República Dominicana |         | DNS  |

### Final B
| Pos. | Raia | Nadador            | País           | Tempo   | Obs. |
| ---- | ---- | ------------------ | -------------- | ------- | ---- |
| 1    | 2    | Mckayla Lightbourn | BAH Bahamas    | 2:20.62 |      |
| 2    | 4    | Paige Schultz      | CAN Canadá     | 2:21.38 |      |
| 3    | 5    | Julia Arino        | ARG Argentina  | 2:24.01 |      |
| 4    | 6    | Eliana Barrios     | VEN Venezuela  | 2:25.01 |      |
| 5    | 3    | Larissa Cieslak    | BRA Brasil     | 2:26.23 |      |
| 6    | 8    | Zara Bailey        | JAM Jamaica    | 2:26.84 |      |
| 7    | 7    | Ana Castellanos    | HON Honduras   | 2:27.31 |      |
| 8    | 1    | Barbara Caraballo  | PUR Porto Rico | 2:27.57 |      |

### Final A
| Pos.              | Raia | Nadador          | País               | Tempo   | Obs. |
| ----------------- | ---- | ---------------- | ------------------ | ------- | ---- |
| Medalha de ouro   | 4    | Julia Smit       | USA Estados Unidos | 2:13.73 |      |
| Medalha de prata  | 5    | Alia Atkinson    | JAM Jamaica        | 2:14.75 |      |
| Medalha de bronze | 3    | Joanna Maranhão  | BRA Brasil         | 2:15.08 |      |
| 4                 | 7    | Whitney Myers    | USA Estados Unidos | 2:15.23 |      |
| 5                 | 6    | Hanna Pierse     | CAN Canadá         | 2:19.12 |      |
| 6                 | 8    | Arantxa Medina   | MEX México         | 2:21.74 |      |
| 7                 | 2    | Georgina Bardach | ARG Argentina      | 2:22.65 |      |
| 8                 | 1    | Daniela Victoria | VEN Venezuela      | 2:22.67 |      |

Legenda
| Recorde mundial                  | Recorde mundial (World record)               |                       | Recorde africano                      | Recorde africano (African) |                                           | Q | Classificado por posição (Qualified) |
| Recorde dos Jogos Pan-Americanos | Recorde pan-americano (Pan-American record)  | Recorde da América    | Recorde da América (Americas)         | q                          | Classificado por melhor tempo (Qualified) |   |                                      |
| Melhor marca do ano              | Melhor marca do ano (World leading)          | Recorde asiático      | Recorde asiático (Asian)              | DNS                        | Não largou (Did not start)                |   |                                      |
| Recorde nacional                 | Recorde nacional (National record)           | Recorde europeu       | Recorde europeu (European)            | DNF                        | Não terminou (Did not finish)             |   |                                      |
| Recorde pessoal                  | Recorde pessoal do atleta (Personal best)    | Recorde da Oceania    | Recorde da Oceania (Oceania)          | DSQ / DQ                   | Desclassificado (Disqualified)            |   |                                      |
| Recorde da temporada             | Recorde da temporada do atleta (Season best) | Recorde sul-americano | Recorde sul-americano (South America) | NM                         | Sem marca (No mark)                       |   |                                      |